# Gobiesox marmoratus
Gobiesox marmoratus ist ein kleiner Meeresfisch aus der Familie der Schildfische (Gobiesocidae). Im Spanischen (z. B. in Chile) wird ihm der Trivialname pejesapo veteado gegeben, was „gesprenkelter Krötenfisch“ bedeutet.

## Merkmale
Kopf und Rücken sind bei dunkelbrauner Grundfärbung und heller Unterseite unregelmäßig hell gefleckt. Was die Körperform betrifft, kann man ihn als Miniatur-Ausgabe eines Seeteufels (Lophius) bezeichnen. Das Maul ist aber nicht eben, sondern der Unterkiefer vorne aufgebogen und der Oberkiefer dementsprechend in der Mitte etwas eingezogen.
Der Kopf ist so breit wie lang (fast ein Drittel der Gesamtlänge), flach und rund, so dass der Fisch in Rückenansicht fast pfannen- (oder banjo)förmig ist: das große Maul ragt kaum vor. Rumpf und Schwanz sind zunehmend kompress, viel schmäler als der Kopf. Das Maul reicht bis unter das Auge, ist also sehr weit. Die Zähne sind kräftig, sie stehen im Oberkiefer vorne in Gruppen, sind konisch, z. T. etwas gekrümmt; gegen die Mundwinkel werden sie kleiner und stehen nur mehr in einer Reihe; im Unterkiefer sind die vorderen sechs Zähne nach vorn gerichtet und schneidezahnartig; beiderseits folgen dann noch zwei oder drei ähnliche, locker stehend – die Bezahnung der beiden Kiefer ist also auffallend unterschiedlich (vgl. Gregory 1933; die Abbildungen des Schädels dort zeigen aber nicht Gobiesox, sondern den verwandten Sicyases mit seinem Pferde-Gebiss).
Die Kiemenöffnungen sind weit (also anders als bei Lepadogaster), mit sechs Branchiostegalradien, die hinten noch etwas vorragen. Auch der Kiemendeckel endet in einer etwas vorragenden stumpfen Spitze oberhalb der Brustflossen-Basis. Die Rückenflosse beginnt etwas nach der Mitte der Gesamtlänge und endet in einiger Entfernung von der rund zugeschnittenen Schwanzflosse; ihr erster Strahl ist kürzer. Die Afterflosse beginnt etwa unter dem vierten Strahl der Rückenflosse und endet eine Spur nach deren Hinterende. (Diese Stellung, ähnlich der beim Hecht (Esox), begründet den Gattungsnamen: „Grundelhecht“.)
Der Bauchsaugnapf ist fast so groß wie der Kopf und zweiteilig: der vordere Teil umgreift breit sichelförmig den kleineren hinteren, rundlichen (vgl. Lepadogaster lepadogaster). Besonders der vordere Teil trägt an der Oberfläche zahlreiche Papillen, die offenbar dazu dienen, den Körperschleim, der das Tier als Schutz einhüllt, hier gut festzuhalten. Diese Papillen finden sich auch sonst, besonders am Kopf (an der Unterseite; an der „Oberlippe“). Die breiten Brustflossen können ventral, umgeschlagen, auch etwas zur Haftfunktion beitragen. Johannes Müller schreibt darum in den „Horae ichthyologicae“ (1849) auch, die Brust- und Bauchflossen erschienen verdoppelt, da letztere ja je eine tiefe Falte zum Innenraum des Saugnapfs aufwiesen.
Die Flossenformel lautet: D 13; A 11; C 14-15; P 20-21, V (1/)4.- 29 Wirbel. Die Größe des Fisches beträgt bis 15 cm.

## Verhalten
Obwohl G. marmoratus kein Fisch der Gezeitenzone ist, kann er doch, z. B. in Tang, bei Ebbe außerhalb des Wassers liegen bleiben und muss dann imstande sein, „Luft zu atmen“. Die Fortpflanzung geschieht wie bei Lepadogaster. Die Larven schlüpfen knapp unter 5 mm lang im freien Wasser und kommen mit 18-20 mm Länge aus dem Plankton ins Litoral „zurück“ (Perez 1981). Die Nahrung besteht vorwiegend aus Isopoden u. Ä., natürlich ab und zu auch aus kleinen Fischen. Dank weitem Maul, Schlund und Magen können diese Fische aber auch z. B. Napfschnecken beachtlicher Größe verschlingen, deren Gehäuse dann langsam im Magen entkalkt wird.

## Verbreitung
Die Art kommt an den subtropischen, felsigen Küsten Uruguays, Argentiniens, Chiles und Perus vor. Sie kann mancherorts die höchste Individuenzahl aller Fische im Biotop aufweisen.

## Entdeckungsgeschichte
Leonard Jenyns beschrieb den von Charles Darwin auf seiner Weltumsegelung (im Frühsommer 1834/5) im Archipel von Chiloé entdeckten Fisch (siehe oben). Man hielt die Schildbäuche damals für Verwandte der Scheibenbäuche, also für Drachenkopfartige – eine Ansicht, die auch heute noch oder wieder einige Anhänger findet.

## Systematik
Ca. 30 recht ähnliche Arten der Gattung Gobiesox (maximal 16 cm lang) leben meist sublitoral an den amerikanischen Küsten (vorwiegend Mittel- und Südamerikas), einige auch im Brackwasser, ja ein paar sogar nur in Flüssen bis hinauf ins Gebirge, wo ein Saugnapf wieder sehr nützlich wird.- Manche sind in ihren Biotopen ausgesprochen häufig.